# Équipe cycliste Seoul
L'équipe cycliste Seoul (officiellement Seoul Cycling Team) est une équipe cycliste sud-coréenne participant aux circuits continentaux de cyclisme et en particulier l'UCI Asia Tour.

## Principales victoires

### Courses par étapes
- Tour de Séoul : Cho Ho-sung (2009)
- Tour de Corée : Min Kyeong-ho (2017)

### Championnats nationaux
- Championnats de Corée du Sud sur route : 3
  - Course en ligne : 2008 (Park Sung-baek)
  - Course en ligne espoirs : 2015 (Kim Ok-cheol)
  - Contre-la-montre espoirs : 2015 (Park Sang-hoon)

## Classements UCI
L'équipe participe aux épreuves des circuits continentaux et en particulier de l'UCI Asia Tour. Les tableaux ci-dessous présentent les classements de l'équipe sur les différents circuits, ainsi que son meilleur coureur au classement individuel.
UCI Asia Tour
| UCI Asia Tour | UCI Asia Tour          | UCI Asia Tour                             | UCI Asia Tour |
| Année         | Classement par équipes | Meilleur coureur au classement individuel |               |
| ------------- | ---------------------- | ----------------------------------------- | ------------- |
| 2009          | 9e                     | Park Seon-ho (19e)                        |               |
| 2010          | 7e                     | Gong Hyo-suk (21e)                        |               |
| 2011          | 42e                    | Seo Joon-yong (285e)                      |               |
| 2012          | 43e                    | Seo Joon-yong (82e)                       |               |
| 2013          | 48e                    | Cho Ho-sung (125e)                        |               |
| 2014          | 42e                    | Park Sang-hoon (124e)                     |               |
| 2015          | 22e                    | Kim Ok-cheol (20e)                        |               |
| 2016          | 23e                    | Jung Ha-jeon (73e)                        |               |
| 2017          | 22e                    | Min Kyeong-ho (43e)                       |               |
| 2018          | 58e                    | Joo Mi-deum (182e)                        |               |
| 2019          | 28e                    | Jung Woo-ho (47e)                         |               |
| 2020          | 21e                    | Min Kyeong-ho (73e)                       |               |
| 2021          | 19e                    | Min Kyeong-ho (93e)                       |               |
| 2022          | 30e                    | Min Kyeong-ho (115e)                      |               |
| 2023          | 28e                    | Jung Woo-ho (69e)                         |               |
|               |                        |                                           |               |
| Source : UCI  |                        |                                           |               |

L'équipe est également classée au Classement mondial UCI qui prend en compte toutes les épreuves UCI et concerne toutes les équipes UCI.
| Classement mondial | Classement mondial     | Classement mondial                        | Classement mondial |
| Année              | Classement par équipes | Meilleur coureur au classement individuel |                    |
| ------------------ | ---------------------- | ----------------------------------------- | ------------------ |
| 2016               | -                      | Jung Ha-jeon (634e)                       |                    |
| 2017               | -                      | Min Kyeong-ho (508e)                      |                    |
| 2018               | -                      | Joo Mi-deum (1241e)                       |                    |
| 2019               | 165e                   | Jung Woo-ho (978e)                        |                    |
| 2020               | 158e                   | Min Kyeong-ho (1208e)                     |                    |
| 2021               | 152e                   | Min Kyeong-ho (1610e)                     |                    |
| 2022               | 172e                   | Min Kyeong-ho (1455e)                     |                    |
| 2023               | 156e                   | Jung Woo-ho (1022e)                       |                    |
| 2024               | 144e                   | Jung Woo-ho (783e)                        |                    |
|                    |                        |                                           |                    |
| Source : UCI       |                        |                                           |                    |

## Seoul Cycling Team en 2022
| Cycliste        | Date de naissance | Nationalité  | Équipe 2021        |  |
| --------------- | ----------------- | ------------ | ------------------ |  |
| Bae Hyoungjun   | 27 juin 2002      | Corée du Sud | Seoul Cycling Team |  |
| Jang Yeonho     | 29 septembre 2003 | Corée du Sud |                    |  |
| Jeong Seunghwa  | 20 juin 2003      | Corée du Sud |                    |  |
| Joo Mideum      | 8 juillet 1999    | Corée du Sud | Seoul Cycling Team |  |
| Jung Woo-ho     | 4 mars 1997       | Corée du Sud | Seoul Cycling Team |  |
| Kim Ji-Hun      | 21 novembre 1994  | Corée du Sud | Seoul Cycling Team |  |
| Kim Taehyung    | 21 mars 2000      | Corée du Sud | Seoul Cycling Team |  |
| Kim Woosol      | 14 avril 2001     | Corée du Sud | Seoul Cycling Team |  |
| Min Kyeong-ho   | 25 juillet 1996   | Corée du Sud | Seoul Cycling Team |  |
| Park Young-Kyun | 15 janvier 2001   | Corée du Sud | Seoul Cycling Team |  |